# Christian Mortensen
Christian Mortensen (Skårup, Skanderborg, 16. kolovoza 1882. – San Rafael, Kalifornija, 25. travnja 1998.) drugi je najdugovječniji muškarac ikada čiji je životni vijek zabilježen (115 godina i 252 dana).
Rođen je kao sin danskog krojača, te se u dobi od 16 godina počeo baviti krojenjem, da bi 1898. počeo raditi i kao poljoprivredni radnik. Preselio se u SAD 1903., u Chicago gdje je imao rodbinu. Radio je kao mljekar, gostioničar i tvornički radnik. Bio je jedanput oženjen i rastavljen, nije imao djece. Godine 1950. umirovljuje se i seli u Galveston u Teksasu, da bi 28 godina kasnije u dobi od 96 godina preselio u dom umirovljenika u kalifornijskom San Rafaelu.[nedostaje izvor]
Bio je pušač cigareta i nije jeo crveno meso. Na svoj 115. rođendan kazao je: Prijatelji, dobra cigareta, pijenje puno dobre vode, izbjegavanje alkohola, optimizam i puno pjevanja pomoći će vam dugo živjeti.